# Friedrich August de Harrach-Rohrau
Friedrich Auguste, comte de Harrach-Rohrau (Vienne, 18 juin 1696 - Vienne, 4 juin 1749), représentant de la Bohême auprès de la Diète perpétuelle de Ratisbonne, est ministre plénipotentiaire (1732-1741) puis gouverneur ad interim (1741-1743) des Pays-Bas autrichiens.

## Biographie
Le comte de Harrach succède au comte Giulio de Visconti en qualité de ministre plénipotentiaire de la monarchie autrichienne aux Pays-Bas autrichiens entre 1732 et 1741. Personnage énergique, qui innova dans bien des domaines, il rédigea un programme gouvernemental intitulé Expédients pour le redressement des Pays-Bas, dans le but de sortir le pays du marasme administratif et financier. Il réussit à insuffler un nouvel esprit, plus professionnel, dans l'administration princière.
Dans un but de rationalisation, il fusionne les Chambres des Comptes et fit limoger quinze hauts fonctionnaires, à la grande fureur de la gouverneure générale, Marie-Elisabeth d'Autriche. En 1736, il fait répertorier les entreprises commerciales et industrielles.
Enthousiasmé par son dynamisme, le pays lui offre sa contribution financière régulière, à la plus grande satisfaction de Vienne. Outre la liste civile du gouverneur, le gouvernement de Bruxelles put obtenir, entre 1725 et 1745, des prêts pour un montant de 17 millions à un taux d'intérêt qui ne dépassa jamais 4 %.